# One Shot 80! Volume 1
80! è una raccolta di canzoni degli anni '80, pubblicata in Italia dalla Universal su CD (catalogo 314 5 45425 2) e cassetta nel 1999, appartenente alla serie One Shot '80 della collana One Shot.

## Il disco
Primo volume di due (il secondo è intitolato 80!!, numerale 80 seguito da un DUE punti esclamativi), che formano un'antologia supplementare e complementare alla serie One Shot '80.

Le due raccolte contengono canzoni di artisti che, durante gli anni '80, hanno riscosso un grandissimo successo commerciale, di pubblico o di critica e per questo motivo non possono essere considerati semplici One Shot; tuttavia non devono mancare ad una collezione con l'intento di offrire anche "il meglio del meglio degli anni '80".
Sulla copertina è presente solo il titolo 80! in stampa olografica a specchio, mentre il logo 'One Shot' è più piccolo e stampato in modo normale in un angolo, non c'è inoltre alcuna indicazione di volume. Per ragioni di diritti editoriali nel libretto allegato NON sono riportati i testi delle canzoni, mentre, in linea con gli altri volumi della serie, sono compresi sia il questionario d'adesione sia l'elenco dei ringraziamenti al Fan Club.

## Tracce
Il primo è l'anno di pubblicazione del singolo, il secondo quello dell'album; altrimenti coincidono. 
1. Simple Minds – Don't You (Forget About Me) (in The Breakfast Club) – 4:18 (Steve Schiff, Keith Forsey) – 1985
2. Frankie Goes to Hollywood – Relax (Move) (single version) – 3:54 (testo: Holly Johnson – musica: Holly Johnson, Peter Gill, Mark O'Toole) – 1983, 1984
3. Duran Duran – Wild Boys – 4:15 (Nick Rhodes, Simon Le Bon, Nigel John Taylor, Andy Taylor, Roger Andrew Taylor) – 1984
4. Tears for Fears – Shout (album version) – 6:29 (Roland Orzabal, Ian Stanley) – 1984, 1985
5. Culture Club – Karma Chameleon – 4:00 (Phil Pickett, Boy George, Roy Hay, Jon Moss, Mikey Craig) – 1983
6. Bronski Beat – Smalltown Boy (album version) – 5:02 (Jimmy Somerville, Steve Bronski, Larry Steinbachek) – 1984
7. Spandau Ballet – Gold – 3:49 (Gary Kemp) – 1983
8. Daryl Hall & John Oates – Out of Touch (album version) – 4:20 (Daryl Hall, John Oates) – 1984
9. Wham! – Wake Me Up Before You Go Go – 3:44 (George Michael) – 1984
10. Thompson Twins – Love on Your Side – 3:48 (Tom Bailey, Alannah Currie, Joe Leeway) – 1983
11. Peter Gabriel – Shock the Monkey (radio version) – 3:56 (Peter Gabriel) – 1990[3], 1982
12. Lionel Richie – All Night Long (All Night) (album version) – 6:23 (Lionel Richie) – 1983
13. Cyndi Lauper – Girls Just Want to Have Fun – 3:45 (Robert Hazard) – 1983
14. Ultravox – Dancing with Tears in My Eyes (single version) – 4:03 (Midge Ure, Chris Cross, Warren Cann, Billy Currie) – 1984
15. New Order – Blue Monday (original maxi single mix) – 7:27 (Bernard Sumner, Peter Hook, Stephen Morris, Gillian Gilbert) – 1983
16. Dire Straits – Tunnel of Love – 8:09 (Mark Knopfler) – 1981, 1980